# Hermandad de la Exaltación (Sevilla)
La Hermandad de la Exaltación es una cofradía católica de Sevilla, Andalucía, España. Procesiona en Semana Santa el Jueves Santo desde su sede canónica, la iglesia de Santa Catalina.
Su nombre completo es Pontificia, Real e Ilustre Hermandad Sacramental Purísima Concepción Ánimas Benditas del Purgatorio, San Sebastián Mártir, Santa Catalina de Alejandría y Archicofradía de Nazarenos del Santísimo Cristo de la Exaltación y Nuestra Señora de las Lágrimas.

## Historia
La hermandad surge en el siglo XVI aunque el documento más antiguo conservado sobre esta es de 1660. En el siglo XVIII tenía ya su sede en la iglesia de Santa Catalina.
En 1823 la hermandad recibió como hermano mayor honorario al rey Fernando VII, pasando, desde entonces, a ser denominada como Real.
En 1966 se fusionaron con la hermandad sacramental que tenía su sede en la iglesia de Santa Catalina.
En 2004 la iglesia de Santa Catalina fue cerrada por el arzobispado debido a su mal estado de conservación. Mientras se realizaba la restauración, las imágenes de La Exaltación pasaron a recibir culto en la iglesia de San Román. Allí compartieron sede con las hermandades de Santa Lucía, del Carmen y del Rosario. No obstante, todos los años las imágenes de la Exaltación se trasladaban a la iglesia de los Terceros (llamada oficialmente de Nuestra Señora de la Consolación) para realizar la estación de penitencia desde ahí y, posteriormente, las imágenes eran llevadas de vuelta a la iglesia de San Román. En la iglesia de los Terceros tiene su sede la Hermandad de la Cena, lo que llevó a que ambas hermandades conviviesen el día de la procesión. Finalmente, el 24 de noviembre de 2018 se trasladó a la iglesia de Santa Catalina, que se inauguró el domingo 25 de noviembre con una Solemne Eucaristía presidida por el arzobispo de Sevilla, Juan José Asenjo Pelegrina.

## Cristo de la Exaltación

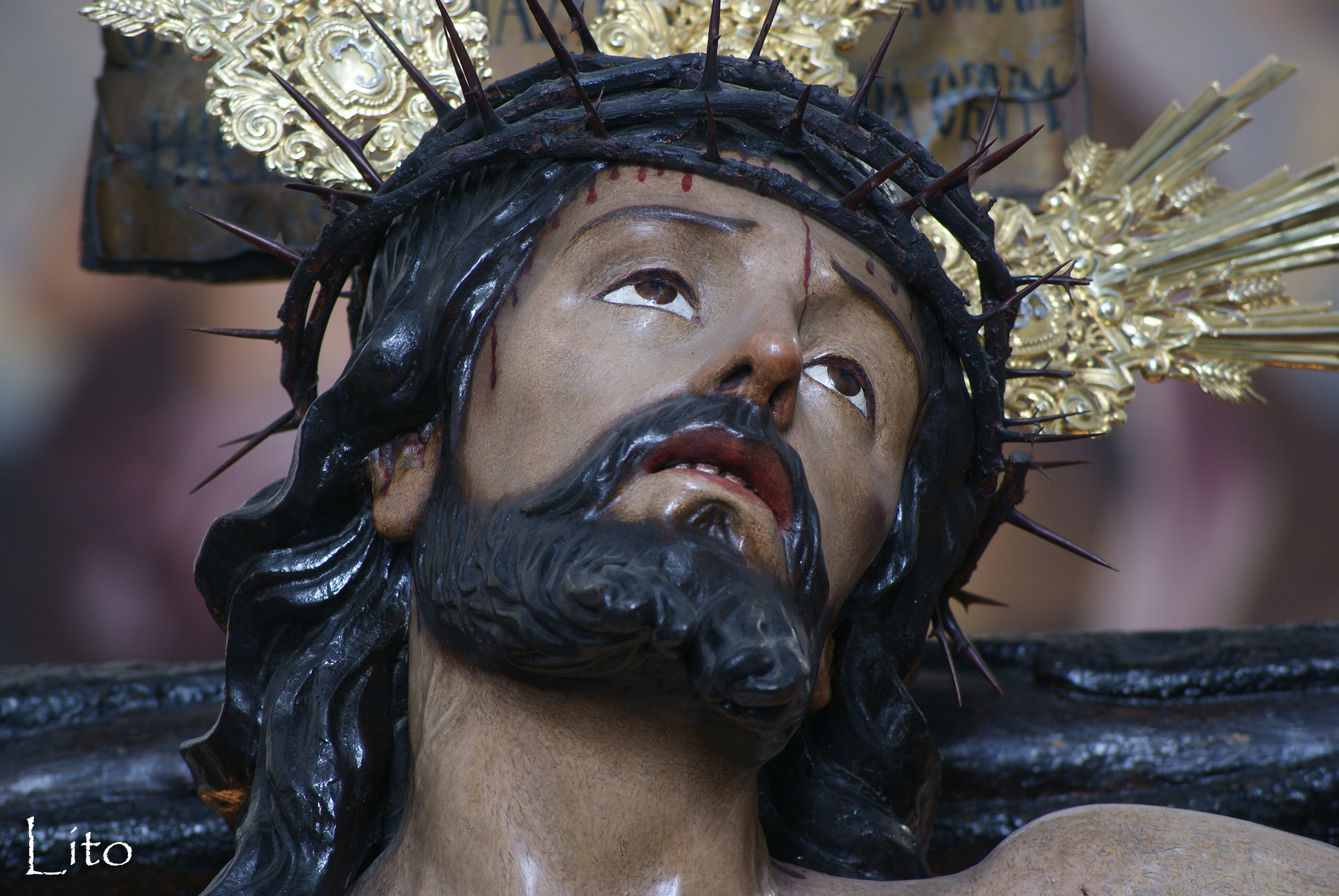
Santísimo Cristo de la Exaltación

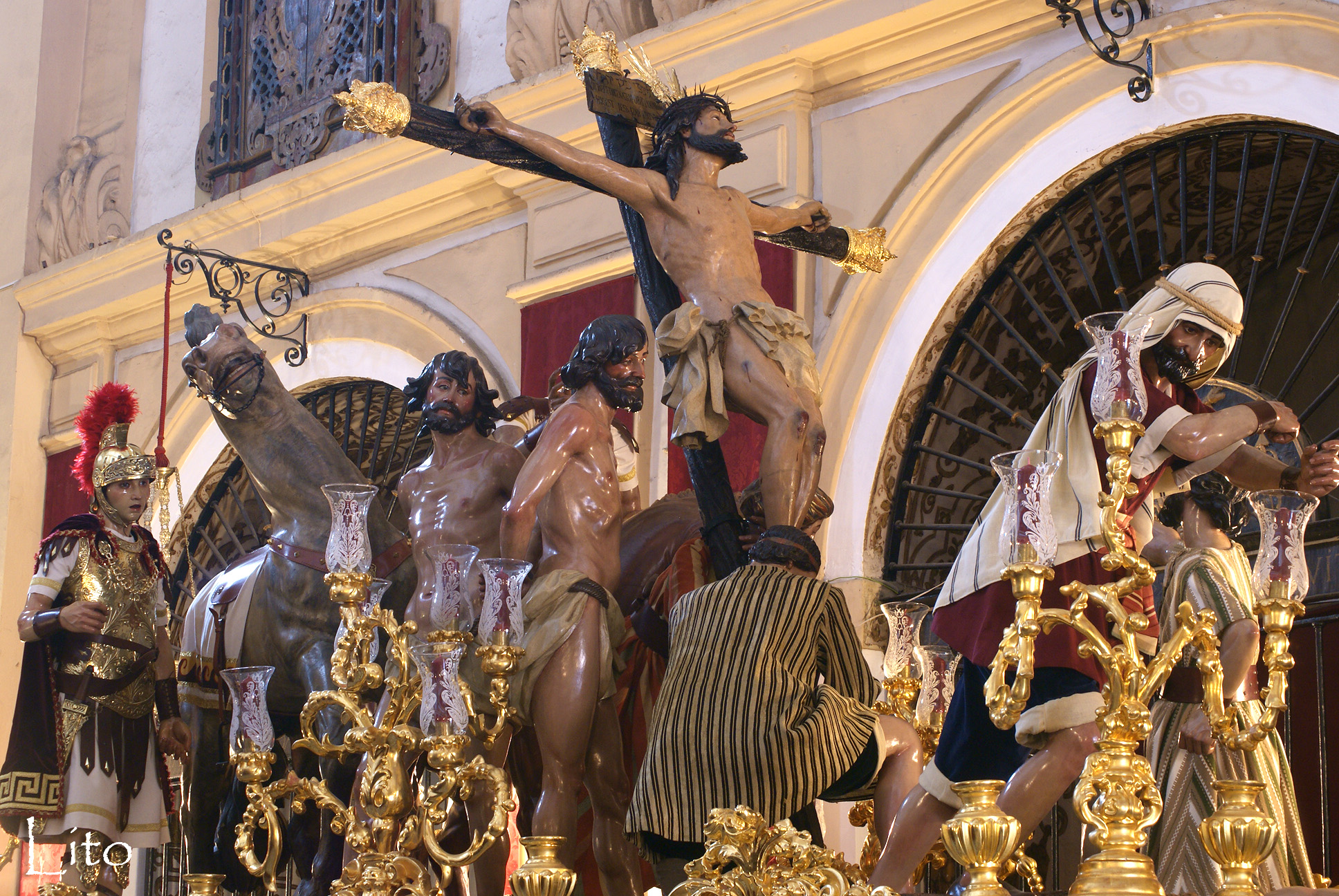
Misterio de la Exaltación

El primer paso representa al Cristo crucificado en el momento de la exaltación, dos sayones levantan la cruz tirando de sogas y dos más la fijan al suelo. Otras imágenes son las del Buen Ladrón, el Mal Ladrón y dos centuriones romanos a caballo. Los dos caballos siempre han sido un sello característico de esta hermandad.
La imagen de Cristo se realizó en 1687, los sayones que levantan la cruz y los romanos son del siglo XVII y obra de Luis Antonio de los Arcos (contrato firmado con fecha 13 de junio de 1678). Los ladrones, aunque incluidos en el contrato mencionado, se cree que pudieran ser una obra de Luisa Roldán (La Roldana), del siglo XVII, y los caballos son de 1960 tallados por Juan Abascal.
El paso Cristo es de estilo barroco, dorado, alumbrado por candelabros de guardabrisas, fue tallado por José Gil en 1902. Los cuatro ángeles mancebos, que figuran en las esquinas del canasto, fueron realizados en 1683 y se atribuyen a Luisa Roldán (La Roldana) o a su padre (Pedro Roldán). Las cartelas que lo adornan y que provienen del paso original. Los ángeles y las cartelas han sido restauradas por Pedro Manzano recientemente (2010). Los respiraderos se estrenaron en 1930 y fueron tallados por José García Roldán. Los faldones, de color morado, llevan broches en sus esquinas con pinturas realizadas por Ricardo Comas en 1961, representado escenas de la vida de Cristo. A principios del siglo XX se cambió la composición del misterio y volvió a hacerse en 1960. La versión de 1960 es la que se mantiene actualmente, aunque con los caballos renovados. El Cristo lleva potencias de plata dorada. En el año 2002 se terminó de dorar el paso completo, incluyendo los respiraderos laterales.

## Virgen de las Lágrimas

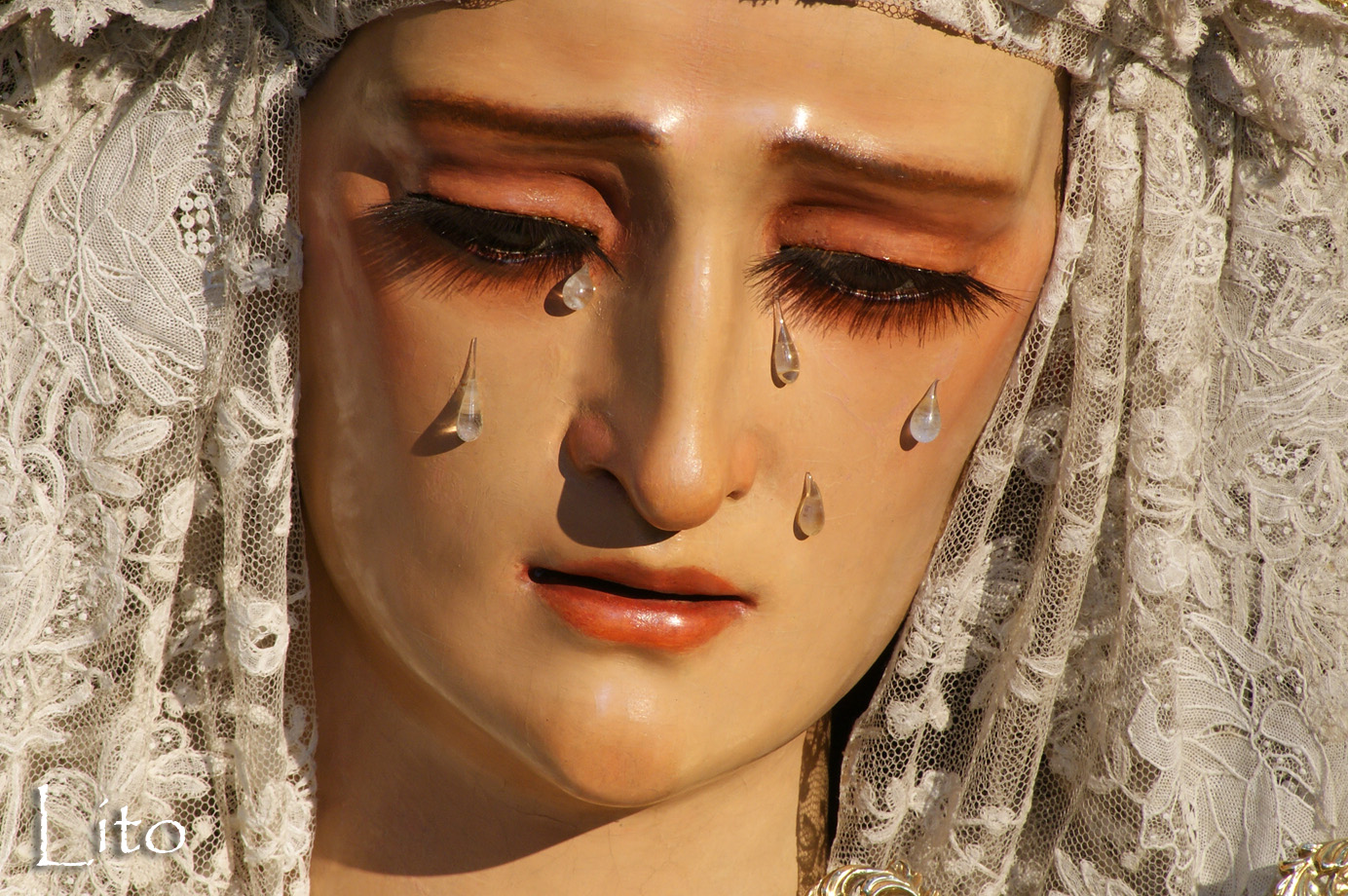
Virgen de las Lágrimas

La imagen de la Virgen es de autor anónimo del siglo XVIII, siendo restaurada en 1956 por Ricardo Comas Fagundo y en 2007 por Pedro Manzano.
El paso de la Virgen tiene orfebrería plateada, siendo realizados los respiraderos en el taller de Manuel Seco Imberg (1938) y el resto de la orfebrería fue diseñada por Ricardo Comas Facundo y cincelada en los talleres de Manuel Villarreal Fernández. La Virgen luce corona en plata dorada de Manuel Seco Imberg (1938). El manto, originalmente de terciopelo azul, fue diseñado por Herminia Álvarez Udell y bordado en oro en 1919 en los talleres de Hijos de M. Olmo, siendo restaurado en 1965 en el convento de Santa Isabel de Sevilla, sustituyéndose el soporte de terciopelo por tisú de oro celeste. En el año 2010 se estrena la nueva restauración del manto ejecutada en los talleres de Jesús Rosado en Écija (Sevilla). El palio, en terciopelo azul fue bordado por Juan Manuel Rodríguez Ojeda y estrenado en 1903, habiendo sido restaurado también recientemente en los talleres de Jesús Rosado. En el año 2012 se estrenan los nuevos faldones bordados, igualmente, en los talleres de Jesús Rosado.

## Sede
Desde su fundación a finales del siglo XVI, la hermandad ha residido desde el siglo XVIII en la iglesia de Santa Catalina. Durante el comienzo de la reparación en la iglesia de Santa Catalina en 3 de junio de 2004 todas la hermandades de Semana Santa y glorias de santa catalina fueron trasladaros a la Iglesia de San Román debido a que la iglesia de Santa Catalina estaban en mal estado de conservación. Las hermandades de glorias de Sevilla como Santa Lucia, la virgen del Carmen y el Rosario de Santa Catalina salen en San Román mientras que la hermandad salen en la Iglesia de los Terceros donde esta la Hermandad de la Cena solamente en la Semana Santa desde 2005 hasta 2018. El 24 de noviembre de 2018 fue el día donde todas la hermandades de Santa Catalina se trasladaron de vuelta a la iglesia de Santa Catalina tras 14 años en el cierre por la reparación.
|                                                                  |
| Iglesia de Santa Catalina (Siglo XVIII - 2004; 2018 - presente). |

|                                     |
| Iglesia de San Román (2004 - 2018). |

|                                                                       |
| Iglesia de los Terceros (2005 - 2018) (Solamente en la Semana Santa). |

## Túnicas
Blancas, de cola, con botonadura morada, antifaz morado, cinturón de esparto y zapatos negros.

## Música
En la actualidad el paso de misterio es acompañado por la Banda de Cornetas y Tambores Nuestra Señora del Rosario Coronada de Cádiz. El paso de palio, que hasta el Jueves Santo de 2010, era acompañado por la Banda de Música de Nuestra Señora del Sol, es acompañado actualmente por la Banda de Música Municipal de Arahal. 
El Paso de misterio ha sido acompañado  por banda del estilo de agrupación musical, ejemplo de ello fue la AM Jesús Despojado hoy día AM Virgen de los Reyes. 
En cuanto a marchas de banda de música, la hermandad tiene la suerte de contar, con algunas de las mejores marchas de la Semana Santa de Sevilla (siendo la única hermandad que cuenta con 3 marchas del genial Manuel López Farfán). Aquí una relación de las marchas
- El Cristo de la Exaltación - En mi amargura (Manuel López Farfán, 1896)
- Al Santísimo de la Exaltación (Manuel López Farfán, 1907)
- La Virgen en sus Lágrimas (Manuel López Farfán, 1926)
- Nuestra Señora de las Lágrimas (Pedro Morales Muñoz, 1995)
- Exaltación (Vicente Muñoz García, 1996)
- Cristo de la Exaltación (Pedro Morales Muñoz, 1996)
- Reina de Santa Catalina (Abel Moreno, 2014)
- En Cada Lágrima (Jesús Joaquín Espinosa de los Monteros, 2016)
- Lágrimas de Sevilla (Paco Martín y Juan Luis Jiménez, 2017)
- Amor en tus Lágrimas (Luis Manuel Catalán, 2018)
- Quinto misterio (Alejandro Moreno y Daniel Barranco, 2024)

## Paso por la carrera oficial
| Predecesor: Los Negritos | Orden de entrada en carrera oficial (Jueves Santo) 2º lugar | Sucesor: Las Cigarreras |